# Nyamwesi
I Nyamwesi o Wanyamwesi sono un gruppo etnico bantu dell'Africa orientale. Sono stanziati principalmente in Tanzania, paese di cui costituiscono uno dei principali gruppi etnici, con circa il 3% della popolazione totale. Occupano la parte nordoccidentale del paese, fra i laghi Vittoria e Rukwa. Il nome "Nyamwesi" ha origine swahili, e significa "popolo della Luna".
I Nyamwesi appartengono a un gruppo di cinque etnie correlate, insieme ai Kimbu, i Konongo, i Sukuma e i Sumbwa; i popoli di tutte queste etnie si riconoscono nel nome "Nyamwesi", che quindi può essere usato anche nell'accezione estesa a intendere l'intero gruppo. I Nyamwesi (in senso stretto) sono particolarmente vicini ai Sukuma; parlano una lingua molto simile, classificata dai linguisti come appartenente al gruppo delle lingue sukuma-nyamwezi.
La terra d'origine degli Nyamwesi è chiamata Unyamwesi, e si trova nella Tanzania centro-occidentale.

## Storia
Secondo quanto tramandato dalla tradizione orale, i Nyamwesi si insediarono in Unyamwesi intorno al XVII secolo. Erano principalmente pescatori e allevatori. La loro società era organizzata politicamente in piccoli regni (chiefdoms), ognuno dei quali aveva la propria dinastia regnante e la propria corte.
Verso la fine del XVIII secolo i mercanti nyamwesi giunsero alla costa dell'Oceano Indiano, stabilendo buone relazioni con le popolazioni arabe e shirazi legate a Zanzibar e con le comunità di mercanti swahili e indiani. A loro volta, gli arabi iniziarono a spingersi nell'entroterra, fondando stazioni commerciali nei regni nyamwesi. All'inizio del XIX secolo le carovane nyamwesi giungevano a ovest fino al Regno del Congo, e portavano verso i porti arabi dell'Oceano Indiano rame, cera, sale, avorio e schiavi. Dai mercanti arabi e indiani, gli Nyamwesi ottennero invece armi da fuoco. Man mano che il commercio diventava l'attività economica predominante nella società nyamwesi, l'allevamento era sempre più lasciato agli schiavi o lavoratori di altre etnie, soprattutto Tutsi.
Le armi da fuoco ottenute dagli arabi consentirono ai capi locali di creare veri e propri eserciti regolari ed estendere in questo modo i confini dei territori sotto il loro controllo. Nacquero regni potenti e strutturati come quelli di Unyanyembe, Ulyankhulu e Urambo, con una gerarchia di funzionari agli ordini di sovrani potenti come Isike e il mercante di avorio e schiavi Mirambo. La nascita di queste nuove realtà militari e politiche, a sua volta, rese ancora più importante il commercio (da cui provenivano i soldi con cui acquistare armi) e portò una forte competizione fra i diversi regni, che sfociò in una serie di sanguinose guerre interne.
Il regno di Unyanyembe era forse il più potente, e controllava la città di Tabora, fondata dagli arabi, che era uno dei più importanti snodi commerciali dell'entroterra tanzaniano e aveva stretti legami con Zanzibar. Quando re Mnywasele ereditò il trono, nel 1858, gli Arabi ebbero un ruolo determinante nel consolidarne il potere, costringendo il suo rivale Mkasiwa all'esilio presso il regno di Ulyankhulu. In seguito, Mnywasele tentò di rafforzare il proprio controllo sulla comunità di Tabora, e questa si rivoltò contro di lui, cercando l'appoggio di Ulyankhulu; ne seguì una sanguinosa guerra fra Unyanyembe e Ulyankhulu (nel 1860). Ulyankhulu ebbe la meglio, e Mkasiwa salì al trono del regno di Unyamyembe. In 1871 Unyanyembe fu coinvolto in un'altra guerra, questa volta contro gli Urambo, governati da Mirambo. Nel 1873 gli Urambo riuscirono a bloccare il commercio di avorio attraverso Tabora, causando un improvviso aumento dei prezzi dell'avorio nel mercato dell'Africa orientale. La guerra perdurò fino alla morte di Mirambo, nel 1884.
Verso la fine del secolo, quando i tedeschi iniziarono a consolidare il proprio controllo coloniale sulla Tanzania, ebbero molte difficoltà a sottomettere le comunità nyamwesi, che vivevano in grandi insediamenti fortificati e situati in posizioni strategiche, arroccati sui monti. La resistenza più strenua fu quella di Tabora. Dopo la vittoria definitiva dei tedeschi (nel 1893) il sistema dei regni e le grandi città nyamwesi si dissolsero, e i Nyamwesi iniziarono lentamente a disperdersi nelle campagne, dando luogo all'odierna struttura di villaggi rurali sparsi nella pianura. Nonostante la disgregazione degli antichi regni, le comunità nyamwesi restarono estremamente refrattarie all'acquisizione dei nuovi sistemi di valori imposti dai conquistatori.
Inizialmente, i tedeschi adottarono nella regione il sistema del governo indiretto, delegando i capi locali alla raccolta delle tasse e al mantenimento dell'ordine. In seguito, i funzionari del Kaiser divennero sempre più sospettosi nei confronti dei capi nyamwesi, e rafforzarono il loro controllo diretto sul territorio. La popolazione nyamwesi si trovò in una condizione di sottomissione sempre più evidente. Nel 1906, l'etnologo tedesco Karl Weule annotò che "persino i portatori delle carovane europee si aspettavano di ricevere cibo e acqua da tutti i villaggi che attraversavano".
Con la prima guerra mondiale i tedeschi persero il controllo delle loro colonie in Africa orientale, che passarono agli inglesi. L'amministrazione britannica governò su Unyamwesi fino all'indipendenza della Tanzania, nel 1961. In questo periodo, molte tribù nyamwesi furono costrette a trasferirsi dalle loro terre natie nel contesto di una campagna di lotta alla malattia del sonno messa in atto dal governo coloniale britannico.

## Cultura

### Lingua
La lingua nyamwesi è una lingua bantu classificata dai linguisti nel gruppo sukuma-nyamwesi.

### Religione
La religione tradizionale nyamwesi è ancora oggi molto diffusa nelle campagne, nonostante l'influenza determinante di islam e Cristianesimo. Come altri popoli africani, gli nyamwesi credono in un dio supremo, ma rivolgono il culto soprattutto agli antenati, a cui si sacrificano capre e pecore. Il dio supremo nyamwesi viene chiamato in diversi modi: Likube ("dio supremo"), Limatunda ("creatore"), Limi ("sole") e Liwelolo ("universo"). Oltre al dio supremo, il pantheon nyamwesi comprende una pletora di spiriti. Gli stregoni (detti mfumu) svolgono il ruolo di intermediario fra gli uomini e le creature soprannaturali (spiriti e antenati). La stregoneria (chiamata bulogi) è un elemento centrale della cultura nyamwesi, e in gran parte è basata sul tema della possessione da parte di spiriti. Coloro che sono posseduti da un particolare spirito sono raggruppati in speciali società, come la società Baswezi (a cui appartengono coloro che sono posseduti dallo spirito Swezi).
Molti nyamwesi sono convertiti all'islam o al Cristianesimo. Quest'ultimo cominciò a diffondersi presso questo popolo nel XIX secolo, in seguito all'opera di evangelizzazione dei missionari moraviani; per questo motivo, la confessione moraviana è molto diffusa presso il popolo nyamwesi. La Chiesa moraviana della Tanzania occidentale conta oggi circa 80.000 adepti.

### Famiglia e matrimonio
Storicamente, la società nyamwesi è stata organizzata in villaggi. In generale, esisteva un forte interscambio di persone fra i diversi villaggi: le donne si sposavano generalmente a uomini di altri villaggi, e i figli maschi cambiavano spesso villaggio una volta diventati adulti.
Nella società tradizionale nyamwesi ogni uomo poteva avere più mogli. Marito e mogli mangiavano separatamente; al marito spettavano i lavori particolarmente pesanti, e alle donne il lavoro quotidiano nei campi. Ogni moglie aveva una propria casa (capanna) e una propria porzione di terreno coltivato, anche se al marito era riconosciuta la proprietà effettiva di tutti questi beni. Era ammesso, e anzi abbastanza comune, il divorzio, che doveva essere comunque ratificato dal consiglio del villaggio sulla base di certe motivazioni. L'uomo, per esempio, poteva chiedere il divorzio se sua moglie lo lasciava, lo colpiva, commetteva adulterio, rifiutava di avere rapporti sessuali con lui o aveva un aborto; la moglie poteva ottenere il divorzio se il marito la feriva gravemente, se il marito risultava impotente, o incapace di provvedere a lei e ai loro figli.
Se il marito moriva, il suo fratello più giovane o alcuni altri parenti stretti, come il figlio della sorella, potevano ereditare la vedova, ammesso che lei fosse consenziente.

### Struttura sociale
La struttura sociale tradizionale nyamwesi è organizzata in piccoli regni (chiefdoms). Il capo di una comunità possiede formalmente tutto il terreno, e il ha diritto di espellere dal proprio villaggio gli indesiderabili, per esempio coloro che sono accusati di stregoneria. 

### Schiavismo
Nel XIX secolo, i Nyamwesi furono molto attivi nella tratta degli schiavi; oltre a commerciare schiavi con la costa, usavano gli schiavi come forza lavoro nei campi, o come portatori nelle carovane commerciali. Molti schiavi erano prigionieri catturati attraverso incursioni nei territori di altri popoli, ma anche un membro della società nyamwesi poteva diventare schiavo in determinate circostanze, per esempio come conseguenza di un grave indebitamento.
Uno schiavo particolarmente apprezzato e leale poteva, per volere del suo padrone, ottenere un pezzo di terra da coltivare per proprio conto, e persino essere padrone di altri schiavi. 

## Economia
La fonte primaria di sostentamento per gli nyamwesi è tradizionalmente l'agricoltura; elemento chiave della dieta nyamwesi è l'ugali, una sorta di porridge che viene realizzato col mais. Altre coltivazioni comuni sono il sorgo e il miglio, che servono anche per produrre un tipo di birra. I Nyamwesi allevano tradizionalmente pecore, capre e vacche. 
In epoca immediatamente precoloniale e coloniale una fonte di ricchezza importante per gli Nyamwesi fu la caccia agli elefanti finalizzata al commercio di avorio, oggi proibita in Tanzania come altrove. I cacciatori di elefanti erano organizzati in una sorta di gilda, a cui si poteva accedere solo dopo un periodo di apprendistato e dopo aver superato determinate prove. La caccia avveniva spesso con dardi avvelenati.
Gli Nyamwesi commerciavano anche in prodotti di artigianato, sia in legno (per esempio tamburi, sgabelli e contenitori per il grano) che in ferro. Fino al XIX secolo aveva una certa importanza anche la produzione di tessuti e abiti, che declinò poi in seguito alla forte concorrenza delle produzioni indiane.